# Wojciech Adamczyk (reżyser)
Wojciech Adamczyk (ur. 4 lipca 1959 w Szczecinie) – polski reżyser teatralny i telewizyjny, aktor, profesor sztuk teatralnych.

## Życiorys
W 1982 ukończył studia na Wydziale Aktorskim, a w 1987 na Wydziale Reżyserskim Państwowej Wyższej Szkoły Teatralnej w Warszawie. W latach 1982–1986 był aktorem Teatru Popularnego w Warszawie.
W latach 1986–1990 był reżyserem w Teatrze im. Jerzego Szaniawskiego w Płocku i w Teatrze Polskim we Wrocławiu. Później zajmował się reżyserią 1990–1993 w teatrach w Polsce i za granicą, a także pracą dla Telewizji Polskiej. Od 2004 jest reżyserem Teatru Ateneum w Warszawie.
W latach 1993-2025 był wykładowcą na Wydziale Reżyserii PWST w Warszawie.
Był członkiem Rady Doskonałości Naukowej I kadencji (2019–2023).
Jest członkiem Stowarzyszenia Filmowców Polskich i Związku Artystów Scen Polskich oraz Stowarzyszenia Mensa Polska.

## Filmografia

### Reżyser
- Tata, a Marcin powiedział (1993)[3]
- Rodziców nie ma w domu (1997–1998)[3]
- Miodowe lata (1998–2003)[3]
- Rodzina zastępcza (1999–2003)[4]
- Lokatorzy (2000)[3]
- Na Wspólnej (2003)[3]
- Camera Café (2004)[3]
- Całkiem nowe lata miodowe (2004)[3]
- Dziupla Cezara (2004)[5]
- Pensjonat pod Różą (2004–2006)[6]
- Ranczo (2006–2016)[7]
- U fryzjera (2006)[8]
- Ranczo Wilkowyje (2007)[9]
- Halo Hans! (2007)[10]
- Tancerze (2009)[11]
- Ludzie Chudego (2010)[3]
- Siła wyższa (2012)[12][3]
- Ławeczka w Unii (2014)[13]
- Dziewczyny ze Lwowa (2015)[14]

### Aktor
- Godzina „W” (1979) jako Felek, podkomendny Jacka
- Armelle (1990)

### Aktor gościnnie
- Dorastanie (1987) (odcinek 1)
- Halo Hans! (2007) jako oficer SS (odcinek 11)
- Ranczo (2011) jako wojewoda (odcinek 53)

## Reżyseria teatralna
- 2001: Bertolt Brecht, Kariera Arturo Ui (Der Aufhaltsame Aufstieg des Arturo Ui), Teatr Miejski im. Witolda Gombrowicza w Gdyni[15]
- 2001: William Gibson, Dwoje na huśtawce (Two For The Seesaw), Teatr Ateneum w Warszawie[16]
- 2002: Johnnie Mortimer & Brian Cooke, Kiedy kota nie ma (When The Cat’s Away), Teatr Powszechny w Łodzi[17]
- 2002: Julian Tuwim, Żołnierz królowej Madagaskaru, Teatr Syrena w Warszawie[18]
- 2002: Emmerich Kálmán, Księżniczka czardasza (Die Csàrdàrsfürstin), Teatr Muzyczny w Łodzi[19]
- 2003: Éric-Emmanuel Schmitt, Frederick albo Bulwar Zbrodni (Frederick ou le Boulevard du Crime), Teatr Ateneum w Warszawie[20]
- 2004: John Whiting, Demony (The Devils), Teatr Ateneum w Warszawie[21]
- 2016: Wiktor Szenderowicz, Ludzie i Anioły, Teatr Współczesny w Warszawie[22]
- 2018: Wiktor Szenderowicz, Ekspedycja (oryg. tytuł sztuki: Imiennik Schweitzera), spektakl telewizyjny[23]
- 2021: Juliusz Słowacki, Balladyna, spektakl telewizyjny[24]

## Odznaczenia, nagrody i nominacje
- Złoty Medal „Zasłużony Kulturze Gloria Artis” (2018)[25][26]
- „Srebrna Maska” za najlepszy spektakl sezonu (1987)[27]
- „Nagroda im. Korzeniewskiego” przyznawana przez Ministra Kultury i Sztuki za „wybitne osiągnięcia w dziedzinie reżyserii” (1993)[26]
- „Złota Maska” za najlepszą reżyserię sezonu („Zemsta nietoperza” Straussa w Teatrze Muzycznym) (1994)[26]
- Nagroda Akademii Teatralnej za osiągnięcia w pracy pedagogicznej (1996)[27]
- „Złota Maska” za reżyserię opery komicznej „Boccaccio” Suppégo w Teatrze Muzycznym (1998)[26]
- nagroda w Gdańsku na Festiwalu Dobrego Humoru w kategorii „Najdowcipniejszy serial komediowy” za serial Ranczo (2006)[27]
- Złoty Krzyż Zasługi (2024)[28]